# Elizabeth Prout

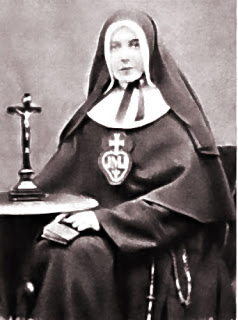
Elizabeth Prout w 1864 roku

Elizabeth Prout (ur. 2 września 1820 w Shrewsbery; zm. 11 stycznia 1864) – brytyjska Służebnica Boża Kościoła katolickiego.

## Życiorys
Elizabeth Prout urodziła się w dniu 2 września 1820 roku, w anglikańskiej rodzinie. W wieku dwudziestu kilku lat przeszła na katolicyzm i postanowiła zostać zakonnicą. Wstąpiła do zgromadzenia Sióstr od Dzieciątka Jezus. W 1848 roku dołączyła do wspólnoty. Założyła instytut Świętej Rodziny. Zmarła w opinii świętości. Trwa jej proces kanonizacyjny.